# سفيند أوفه بيدرسن
سفيند أوفه بيدرسن (بالدنماركية: Svend Ove Pedersen)‏ هو مجدف دنماركي، ولد في 31 أكتوبر 1920 في Frederiksværk ‏ في الدنمارك، وتوفي في 3 أغسطس 2009.

## وصلات خارجية
- سفيند أوفه بيدرسن على موقع الاتحاد الدولي للتجديف (الإنجليزية)
- سفيند أوفه بيدرسن على موقع الاتحاد الدولي للتجديف (الإنجليزية)
- سفيند أوفه بيدرسن على موقع اللجنة الأولمبية الدولية (الإنجليزية)
- سفيند أوفه بيدرسن على موقع أوليمبيديا (الإنجليزية)